# Virginia Carroll
Virginia Carroll (2. december 1913 – 23. juli 2009) var en amerikansk model og karakterskuespiller. Hun var bedst kendt for sit udseende i en række amerikanske film

## Biografi
Carroll blev født i Los Angeles den 2. december 1913 . Hendes bror, Frank Carroll , blev nyhedsoplæser i Los Angeles . Carroll arbejdede som model i et stormagasin i Los Angeles, før hun begyndte sin film karriere i 1935.
Carroll blev oprindeligt kendt en del som et modefænomen, modellen i filmen, Roberta. Hun dukkede op i hendes første vestlige film mindre end et år senere i 1936'ernes A Tenderfoot Goes West,
Carroll blev også kendt i tv-roller senere i hendes karriere, herunder roller i Roy Rogers Show,Dragnet og The Adventuresaf Wild Bill Hickok og Perry Mason.
Carroll blev gift med hendes første mand, skuespilleren Ralph Byrd, i 1936 . Byrd var bedst kendt for sin rolle som tegneserie helten, Dick Tracy. Carroll og Byrd forblev gift indtil Byrds død i 1952. Hun blev senere gift med hendes anden mand, Lloyd McLean, en 20th Century Fox film projectionist, i 1957. Parret forblev gift indtil McLean's død i 1969, bliver Carroll en enke for anden gang.
Virginia Carroll døde på Santa Barbara, Californien, den 23 juli 2009, af naturlige årsager i en alder af 95. Hun var sammen med sin datter fra sit ægteskab med Ralph Byrd,